# Františka Amerlingová

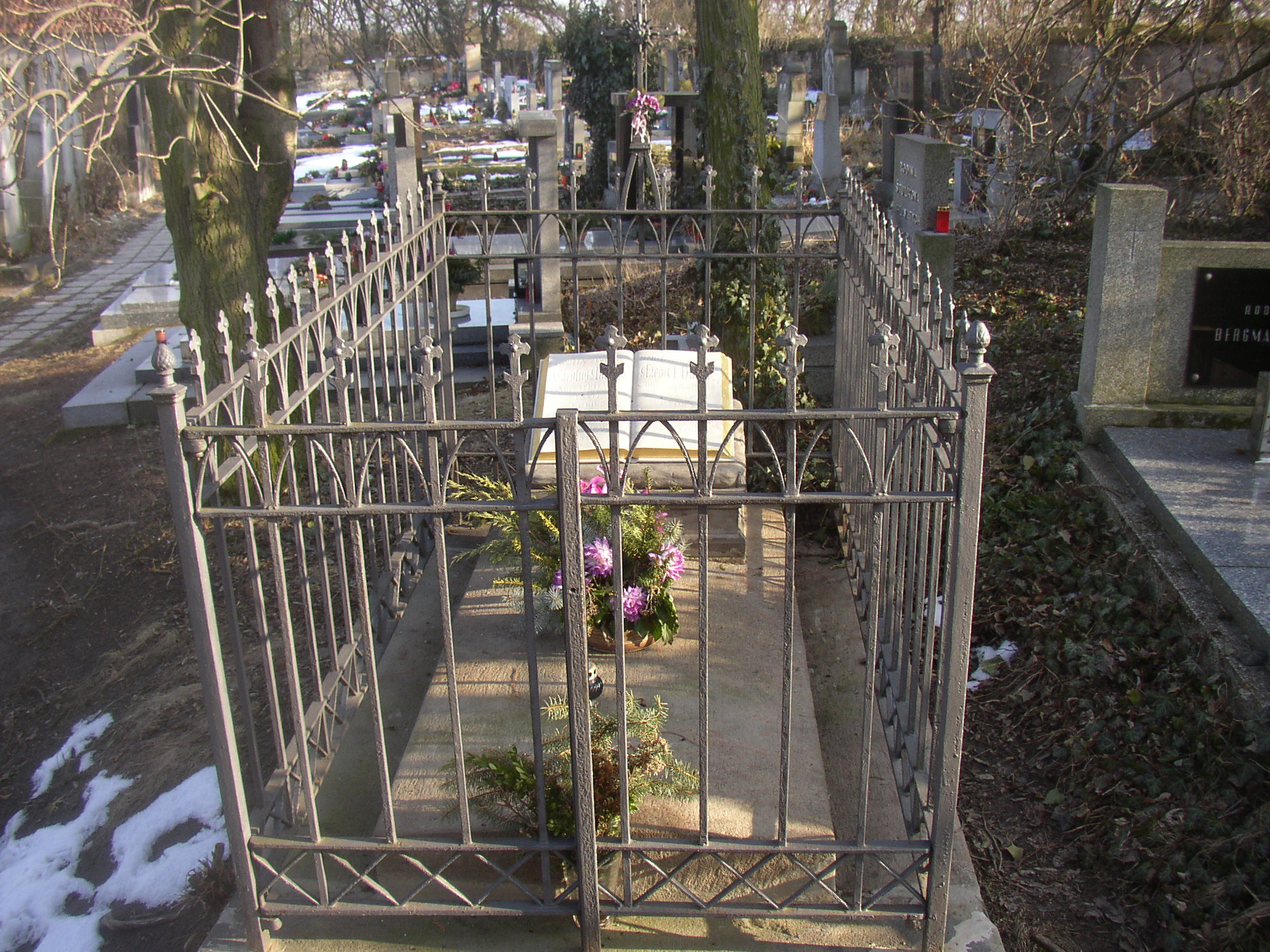
Hrob Karla Slavoje Amerlinga a jeho ženy Františky Svatavy v Budči

Františka Svatava Amerlingová, roz. Michalovicová, psáno též Michalowitzová (2. září 1812 Plzeň – 5. října 1887 Praha) byla česká pedagožka a filantropka. V roce 1847 se provdala za význačného českého vlastence, lékaře Karla Slavoje Amerlinga (1807–1884). Rodiče jí umožnili získat soukromým studiem na tehdejší dobu nadprůměrné vzdělání. Kromě všeobecných znalostí ovládala vedle češtiny a němčiny také latinu a francouzštinu. Zasloužila se o rozvoj dívčího vzdělávání, byla známá svou filantropickou činností. V roce 1845 převzala po B. Rajské (1817 až 1852) vedení dívčího ústavu Budeč, v roce 1847 získala učitelskou aprobaci a stala se ředitelkou této školy. Ústav vedla i po zániku školy v roce 1848 až do roku 1870, i když v jiné budově. Kromě pedagogické činnosti působila také v několika ženských spolcích. Koncem 40. let 19. století byla ve výboru Spolku Sestry Slovanské, resp. v jeho frakci vedené Honoratou Wiśniovskou-Zapovou (1825–1856). Mezi lety1865–67 vznikl z jejího popudu spolek Jednota paní Svaté Anny, v němž zastávala až do své smrti funkci jednatelky. Tento spolek se počátkem 70. let 19. století zasloužil o vznik ústavu pro slabomyslné děti – Ernestinum, kde byla Amerlingová ředitelkou a její muž zde sloužil jako lékařský dozor. Byla také dlouholetou členkou Ženského výrobního spolku českého (založen 1871). Přes všechny zásluhy, zejména o rozvoj dívčího vzdělávání a širokou filantropickou činnost, zemřela (stejně jako její manžel) českou společností neoblíbena a nedoceněna.

## Životopis
Její otec, bohatý kupec, údajně pocházel z rodu Bohuslava z Michalovic, který byl jedním z popravených v roce 1621 na Staroměstském náměstí. Bohužel její otec špatnou spekulací přišel o celý majetek. Františka sledovala jak z domova mizí veškeré drahocenné zařízení, pouze knihy zůstaly, ty věřitele nezajímaly. Úpadek rodiny otec neunesl a spáchal sebevraždu. Vdova se poté přestěhovala k sestře do Karlína. Zde matka šila pro zákaznice, předla, dokázala prý na kolovrátku upříst nejjemnější vlákno. S šitím pomáhala také Františka. I přes to si dokázala ještě vyšetřit čas i na knihy. O všem co se naučila z knih, o literatuře, dějinách, umění, společenském chování pak hovořila s dcerami kovolitce Josefa Mencla.(Jeho jméno se objevuje v každé biografii Boženy Němcové). V rodině Menclových Františka šila až tři dny v týdnu a také učila jejich dcery. Dokonce si sem směla zvát i jiné dívky.

### Manželství
V životě Františky sehrál kovolijec Josef Mencl důležitou roli. Jeho živnost se vzmáhala. Mencl pro zvýšení kvalifikace pravidelně absolvoval pěší cestu z Karlína do Prahy Poříčskou bránou do nové školy zvané Budeč. Zakladatelem všeobecně vzdělávacího ústavu byl český pedagog, filozof a lékař Karel Slavoj Amerling. (Pojmenování zvolil Amerling po přemyslovské Budči, kde se podle tradice učil budoucí kníže Václav.) Škola sídlila v budově na rohu ulic Žitná a ulice V Tůních v Praze. Na Amerlingovy nedělní přednášky chodily i dámy Menclovy. Doma pak vyprávěly o všem co ve škole slyšely. Františka si jejich vyprávění večer zapisovala. Když pak své poznámky dámám četla, užasly, říkaly že teď látku chápou lépe než na přednášce. Doktor Amerling měl se svou školou velkolepé plány, ovšem potřeboval kapitál. Mělo se učit všechno a všechny: chemie, mechanika, fyzika, kreslení. Zřídil zde sklárnu, brusírnu, tiskárnu, knihkupectví, učitelský ústav, hvězdárnu a nemocnici. Kapitál sehnal od svých příznivců, vracet vypůjčené peníze ovšem nedokázal. Pro svou školu si vyhlédl jako učitelku Bohuslavu Rajskou, švagrovou Josefa Friče. Dočkal se ale zklamání, slečna jednak odmítla jeho žádost o ruku a navíc si otevřela vlastní dívčí školu a brzy se vdala do Vratislavi za F.L. Čelakovského. Zadluženého a zklamaného Amerlinga seznámil Mencl s Františkou Michalovicovou. Dne 4. listopadu Františka prvně vešla do školního sálu. V sále seděly tři žákyně. Po půl roce už měla třicet posluchaček. Škole se dařilo, ale financí ubývalo. V roce 1848 byl Amerling nucen školu zavřít. Přesto požádal Františku o ruku. Dne 14. listopadu 1847 v šest hodin ráno se konala svatba. Matka Františky to komentovala takto: "Jsi hotový blázen, nejen že se zasnoubíš téměř s mrtvolou, ty jsi dokonce šťastná." 

### Ernestinum

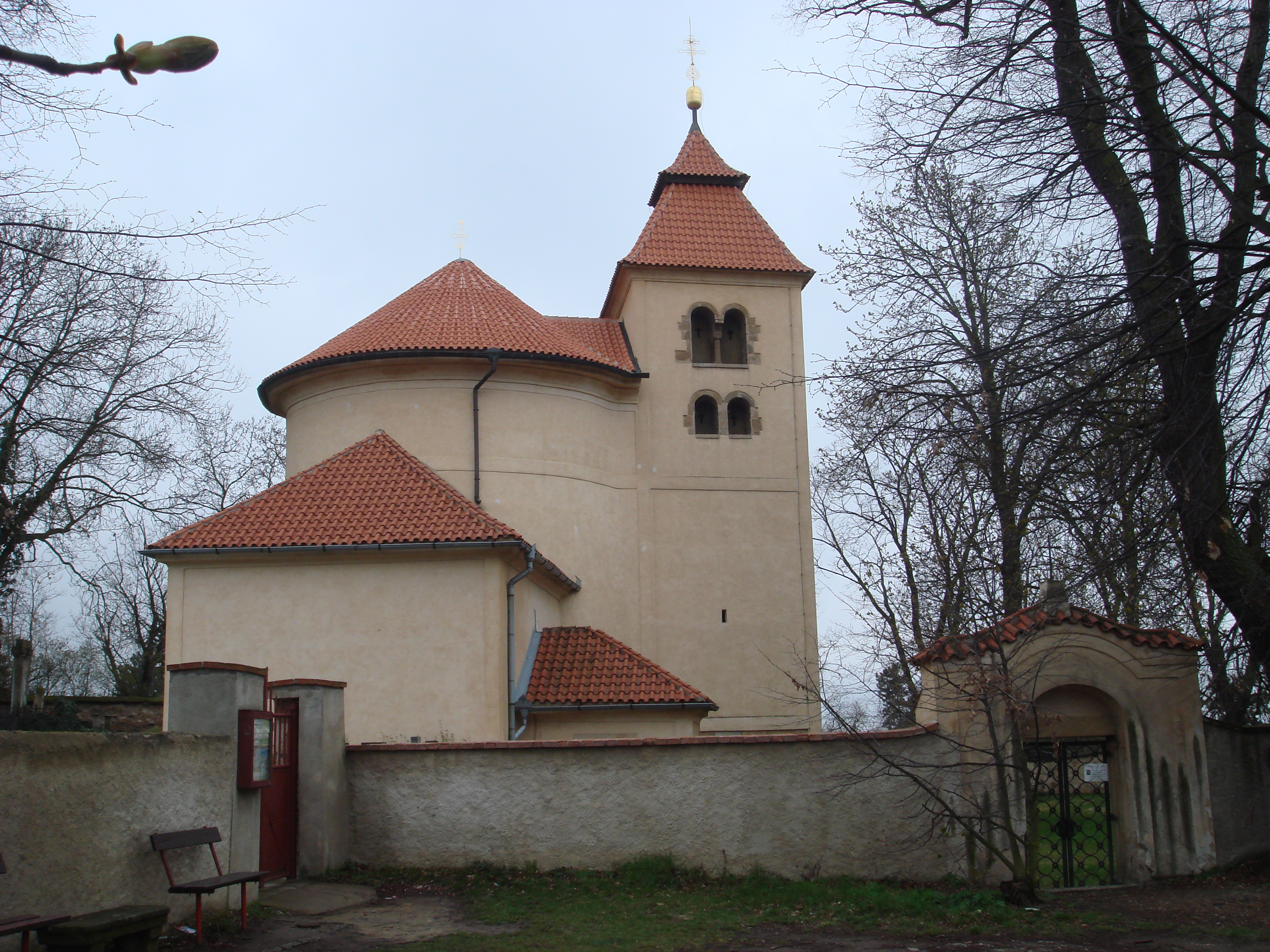
Kostel Sv. Petra a Pavla na Budči, vlevo branka na hřbitov

Dluhy doktora Amerlinga Františka splácela třináct let. Díky ní prošel Amerling zdárně konkurzem, dluhy byly spláceny a on se stal ředitelem státního pedagogického chlapeckého ústavu a vzorové chlapecké školy u piaristů v Panské ulici v Praze. Amerling svou ženu podporoval v její snaze věnovat se pedagogice. Po zavření školy Budeč převzala Františka školu, kterou opustila Rajská i její následovnice Eleonora Janáková. Vyučovala v domě U Třech korun na Uhelném trhu, poté v Jungmannově ulici a následně na Václavském náměstí v domě U Zlatého beránka. Jako učebna sloužil jeden či dva pokoje, z bývalého salonu byl kabinet a za dveřmi pak soukromé pokoje manželů. Z její školy vycházely pozdější členky Amerického klubu dam a některé zde získaly základy pro pozdější studium na učitelském ústavu. Po pražském červnovém povstání v roce 1848 začala vyučovat i němčinu, což jí někteří vlastenečtí rodiče vyčítali. Ale mnoho rodičů si přálo aby jejich dcery hovořily oběma jazyky. Do její školy posílala dceru Doru i Božena Němcová; ta se ale ke škole vyjadřovala kriticky na rozdíl od Terézy Novákové. Ta uznávala kvalifikaci Amerlingové, ráda vzpomínala na salon s bustami Mozarta, Sokrata, Apollóna či Amora a Psyché.
V létě roku 1859 přála si moje matka nalézti dívčí ústav školský a vychovávací, a tu známá rodina poradila jí jako nejváženější školu ústav paní doktorové Amerlingové.
Teréza Nováková
Svou školu Františka zavřela v roce 1870, konkurence v roce 1863 nově založené Vyšší dívčí školy v Praze byla příliš velká. Filantropii a pedagogice se věnovala i nadále. Ve svých téměř šedesáti letech založila ústav Ernestinum ve Šternberském paláci na Hradčanech, kde svou výmluvností získala budovu od arcibiskupa knížete Schwarzenberga, tehdejšího poslance zemského sněmu. Přesvědčila ho, že uvolněná budova je přesně to, co jejich ústav potřebuje. Amerlingovi vedli ústav až do smrti. Zemřeli bezdětní, jsou pochováni na malém hřbitůvku v Kovárech (část Zákolan) poblíž rotundy Svatého Petra a Pavla z 10. století. Bylo to jejich společné přání, býti pohřbeni na místě počátků vznikajícího českého státu.